# ابردین (ویرجینیای غربی)
ابردین، غرب ویرجینیا (به انگلیسی: Aberdeen, West Virginia) در ایالات متحده آمریکا است که در ویرجینیای غربی واقع شده‌است.